# Marita Lorenz
  Marita Lorenz    (Bremen, 18 d'agost de 1939 - Oberhausen, 31 d'agost de 2019) va ser una espia nord-americana que va estar involucrada en un intent d'assassinat a Fidel Castro. Va testificar en contra de la CIA en un judici per l'assassinat de John F. Kennedy. També va ser escriptora.

## Biografia
Va néixer a la ciutat de Bremen, la llavors Alemanya nazi. El seu pare era alemany i la seva mare nord-americana. Va viure amb la seva família en el camp de concentració de Bergen-Belsen. Va sofrir una violació per part dels soldats d'ocupació als 7 anys.
El seu pare havia estat el capità del vapor de passatgers més veloç del món, l'SS Bremen, i va gaudir d'una gran reputació a la marina, fins que dos incidents ocorreguts respectivament als anys 1938 i 1941 li van treure prestigi. Al 1938, el capità Heinrich Lorenz va ser arrestat a Nova York i acusat d'espionatge perquè uns quants agents d'intel·ligència alemanys disfressats de turistes havien viatjat amb el buc que ell comandava. Al 1941, el SS Bremen havia estat convertit en un vaixell per a Alemanya i estava a punt d'atacar Anglaterra, quan va naufragar víctima d'una ofensiva aliada prop de la costa de Bremerhaven. La Gestapo va interrogar el comodor Lorenz. Se sospitava d'ell perquè la seva esposa era nord-americana. Encara que res va poder provar-se en contra seu, Lorenz va tornar a la guerra destituït del seu càrrec, ja que el van rebaixar a tinent comandant. Lorenz, en efecte, havia dut a terme tasques de contra-espionatge, el mateix que la seva esposa. El 1944, ella i la seva filla Marita van ser enviades a Bergen-Belsen. Totes dues van sobreviure i després de la caiguda del règim nazi, Alice June va treballar com a assistent del responsable militar de Bremerhaven i més endavant fins a col·laborar amb la CIA. Després que acabés la Segona Guerra Mundial, els seus pares es van mudar a Nova York. Allí es convertirien en agents de la CIA, i serien peces claus en la Guerra Freda.

### Coneix Fidel Castro
El seu pare, Henrich Lorenz, era el capità d'un luxós vaixell anomenat "Berlin IV", amb el qual ell i Marita viatjaren a l'Havana, el febrer de 1959. Mentre estaven al port, el líder cubà Fidel Castro es trobava allí realitzant una inspecció. Observant el luxós vaixell, s'hi acostà i es presentà al seu Kapitän, Henrich Lorenz, que li presentà la seva filla Marita, de 19 anys. 
| «                             | Me fijé en el mayor de ellos, que fumaba un puro, y le pregunté qué quería. 'Subir al barco para verlo', respondió. Y yo le dije: 'De acuerdo, suba' Estaba subyugada. ¡Fidel desprendía una fuerza seductora enorme! Él me preguntó dónde estaba mi camarote. Una vez allí, tras abrir la puerta, me empujó al interior, me atrajo hacia sí y me abrazó. Ese fue mi primer beso con un hombre. | » |
| — Marita Lorenz a Paris Match | |   |

Ella es va fixar en el  líder cubà de 33 anys, i aquest no va poder evitar l'atracció que havia començat a sentir per la jove alemanya; tant va ser així, que no dubtà a demanar-li el número de telèfon a Nova York. Una setmana després, Marita va rebre una trucada de Fidel Castro, demanant-li que tornés a l'Havana i ella va acceptar. El 20 de maig de 1959, des de la seva suite 1222 a l'Hotel Havana Riviera, Marita Lorenz va escriure a la seva mare: "Estic bé, ho tinc tot i sóc feliç". Li va explicar així mateix que "aquest matí Fidel està a Serra Mestra", i que "tornarà en algun moment de la nit" i que, quan es va despertar, va trobar l'habitació plena de flors.

### Es converteix en l'amant de Fidel Castro
Des de llavors va exercir com a secretària personal del líder de la revolució cubana i es van convertir en amants. Després de set mesos, Marita va quedar embarassada de Fidel. Poc temps després va ser segrestada per agents, presumptament de la CIA, que després de drogar-la li van indicar que havia avortat, encara que dècades més tard va saber que el seu fill va sobreviure. Temps després va acabar la seva relació amb Fidel Castro i va tornar a Nova York.
| «                                                       | Ha estat molt difícil veure aquestes imatges en pantalla, perquè encara estimo Fidel, encara el trobo a faltar... va ser el meu primer amor. No he pogut contenir les llàgrimes. Tota jo li vaig pertànyer. D'altra banda, odio la manera com Estats Units veu el seu govern de Cuba, però tinc l'esperança que això canvïi. Tinc els moments de la nostra relació com a grans records. | » |
| — Marita Lorenz després de la première d'Estimat Fidel. | |   |

### Agent de la CIA
Un informe secret de l'FBI, que data del 21 de maig de 1960, confirma que "Miss Lorenz va ser considerada com una de les núvies de Fidel Castro" i que va quedar embarassada d'ell. Abans que veiés la llum pública el 1988, l'informe va circular en un àmbit reduït i va cridar l'atenció entre la cúpula de la CIA.
Durant 1959, la Marita va rebre diverses visites per part d'agents de l'FBI, que li explicaven coses horroroses sobre Fidel Castro. A poc a poc van començar a guanyar-se la seva confiança i es va unir al moviment anticastrista.
Al seu retorn va ser reclutada per l'agent de la CIA Frank Sturgis (a qui el mateix Fidel va arribar a considerar com "el millor i més perillós agent de tota la història de la CIA"), i entrenada per assassinar Fidel Castro en l'estació JMWAVE de la CIA. El cap de la Brigada Anticomunista Internacional, Gerry Patrick Hemming, va ser el seu entrenador. Sabent que havia escapat amb vida d'un camp de concentració, li repetien sense parar que "qui va sobreviure a Bergen-Belsen pot treballar per a la CIA". Certs documents de l'FBI recullen declaracions de Sam Giancana, un dels caps de la màfia, fanfarronejant de tenir a una noia disposada a enverinar a Fidel Castro. Successor d'Al Capone, Giancana calculava per aquell temps que l'expropiació dels casinos equivalia, per a la màfia, a perdre cent milions de dòlars anuals.
Va ser enviada a Cuba amb càpsules de verí amagades en la seva maleta. Estant ja en presència de Fidel, aquest li va preguntar si havia vingut a matar-lo, i ella va respondre que sí. Llavors, Fidel va donar-li una pistola a la Marita dient que ningú no el podria matar. L'espia, efectivament, no el va matar.

### Amant de Pérez Jiménez
Al 1961, va conèixer l'expresident de Veneçuela Marcos Pérez Jiménez, amb el qual va mantenir una relació de la qual va quedar embarassada, i donà a llum una nena: Mónica Mercedes, "una filla de la Guerra Freda", com l'anomena Wilfried Huismann.

### Assassinat de John F. Kennedy
També va ser vinculada amb l'assassinat del president dels Estats Units John F. Kennedy. Marita Lorenz va acabar sent, a mitjans del setanta, un dels testimonis que va convocar l'Investigation Committee. Gràcies a aquesta exposició va perdre la seva feina a l'FBI i va sobreviure "a més d'un atemptat", el mateix que la seva filla Mónica i el seu segon fill, Mark, nascut el 1969 del seu casament amb Mark Yurasits, agent de l'FBI.
Lorenz va atestar sobre aquest pla d'assassinat de Kennedy davant el Comitè Selecte sobre Assassinats (HSCA). El seu testimoni va ser investigat pel comitè de política i aquest va afirmar que era poc fiable.
El 1993, Lorenz va ser entrevistada per l'escriptora de la revista Vanity Fair Ann Louise Bardach, que la va descriure com "una santa patrona dels amants de la conspiració". Bardach va escriure: "Almenys la meitat de la seva història és fàcilment documentada en comptes d'uns altres memoràndums de l'FBI, l'altra meitat manca de corroboració, i de vegades va en contra de l'evidència existent".

### Informant
El 1970, Lorenz es va casar amb el gerent d'un edifici d'apartaments que treballava per a Nacions Unides. Poc després, de l'Oficina Federal de Recerques la van reclutar per espiar a diplomàtics soviètics. Malgrat que ella estava vivint en un apartament de luxe, Lorenz i la seva filla de catorze anys —filla il·legítima de l'ex president veneçolà Marcos Pérez Jiménez— vivien del benestar de l'Estat de Nova York. Lorenz havia conegut el Marcos a Miami, el 1961, dos anys abans de ser arrestat i deportat a Espanya. Marcos va afirmar que volia reunir-se amb ella perquè sabia que la seva filla era en realitat la filla de Fidel Castro. Anys més tard, al programa de televisió "Geraldo", afirmaria que el seu contacte amb Jiménez va ser "una missió" per a la CIA:
| «                                             | De acuerdo con su contacto del FBI, Marita ella se ofreció voluntariamente, hurgando en la basura todas las noches en busca de información útil. Con el tiempo se separó de su marido, se volvió a casar y luego se juntó con un mafioso, que la acomodó en un subterráneo de la parte superior del lado Este. Por desgracia, su amante fue irregular en la prestación de apoyo financiero, probablemente debido a la naturaleza de su negocio. Sin embargo, Marita logró sobrevivir a lo largo de los años por ser informante pagado por las agencias policiales locales y federales, incluyendo el FBI, Aduanas i la DEA. Pero Marita Lorenz siempre vivía al borde. | » |
| — Gaeton Fonzi, The Last Investigation (1993) | |   |

| «                                         | Toda mi vida estuve vinculada, directa o indirectamente, a los servicios secretos, bien a través de mis amigos mafiosos o a través de empresas de seguridad y de detectives privados, como Wackenhut, una empresa muy cercana a la CIA. Hoy vivo en una ratonera en Queens, en un semisótano, con mi gato, mi tortuga y mi pez naranja. Sólo tengo un deseo: partir. | » |
| — Marita Lorenz, Entrevista a Paris Match | |   |

## Pel·lícula de la seva vida
Es va fer una pel·lícula sobre la seva vida, anomenada Estimat Fidel: La història de Marita Lorenz, estrenada el 26 de juliol de 2002. Aquesta pel·lícula està basada en la seva autobiografia anomenada Lieber Fidel - Mein Leben, meine Liebe, mein Verrat (Volgut Fidel - La meva vida, el meu amor, la meva traïció) que Lorenz va publicar al 1993. Dirigida per Wilfried Huismann, produïda per Sud Films i distribuïda per Canela Films. També s'ha anunciat una pel·lícula de Hollywood sobre la seva vida realitzada per la companyia Sony Pictures Entertainment, i interpretada per l'actriu guanyadora de l'Oscar Jennifer Lawrence.